# Creápolis
Creápolis es un videojuego de creación multijugador masivo en línea en 3D desarrollado por la red social educativa Aula365 dirigido a chicos de 6 a 12 años.
El objetivo del juego es salvar la Ciudad de los Creadores del ataque del Doctor Testa, el cual quiere dominar el mundo haciendo desaparecer las innovaciones de la humanidad.  
Para evitarlo, cada jugador es convertido en un “Guardián de las Creaciones”, lo que le permite recuperar las innovaciones perdidas en el tiempo y diseñar distintos tipos de creaciones para que su ciudad vuelva a ser la que era antes del ataque.

## Historia
El juego fue realizado por la empresa argentina Competir, y fue lanzado el 1 de agosto de 2013 en Argentina y Perú. El 20 de noviembre se agregó España, el 8 de diciembre de 2013 Colombia y el 26 de diciembre de 2013 México a la lista de países en los que el juego está activo. 
Actualmente el sitio de Creápolis se encuentra inactivo, y las páginas de Aula365 acerca del juego ya no están disponibles, lo cual indica de que cerraron el juego y sus servidores.

## Jugabilidad
El juego se desarrolla en un entorno totalmente tridimensional. Cuando el jugador comienza su sesión de juego es llevado directamente a su ciudad, que es observada desde una perspectiva semi cenital. La vista puede ser rotada en el eje horizontal y permite hacer zum para poder contemplar con mayor detalle los edificios y decoraciones que el usuario puede adquirir.  
Para acceder a estos edificios el jugador puede utilizar un mapa que aparece en la parte derecha de la interfaz o haciendo clic directamente en la vista tridimensional de la ciudad. Al acceder a un edificio la vista del juego se modifica para que el jugador pueda controlar a un avatar, el cual le sirve para recorrer su casa, las aulas y el shopping. 
En el mapa del juego además existen varios edificios y aulas con la leyenda "próximamente" por no estar disponibles para el ingreso de los usuarios. No hay fecha establecida para la apertura de los mismos.  
El jugador tiene que cumplir una serie de misiones encargadas por los Creadores, las cuales pueden implicar comprar ítems, hacer creaciones, visitar ciudades de otros usuarios, etc. Cada vez que una misión es completada, el usuario recibe un premio en forma de Aulicréditos (la moneda interna del juego) y Aulines (puntos de experiencia).

## Edificios disponibles

### Casa
Es el hogar de cada usuario y puede ser decorado con muebles y accesorios que se compran en la tienda.

### Escuela
La escuela es un lugar que el usuario puede recorrer utilizando su avatar y además poder interactuar con el resto de los usuarios. Para comunicarse con otros jugadores el usuario dispone de una serie de botones que permiten dialogar a través de frases pre armadas, realizar acciones individuales (como sonreír, saludar, etc.), realizar acciones compartidas con otros usuarios (para lo cual el otro usuario debe aceptar la invitación) o expresar emociones a través de emoticones. La escuela a su vez está dividida en tres secciones, para acceder a cada una se puede utilizar el ascensor o el mapa:

#### Planta Baja
En este piso se pueden ver las novedades de “KidsNews”, “Cecé te cuida”, “Membresía”, “La película del día”, “Nuevas misiones” y “Nuevos ítems”.

#### Primer piso
En este piso se encuentran las aulas que permiten que los usuarios puedan hacer sus creaciones. 

##### Aulas

###### Aula Multimedia
Lugar donde se pueden ver películas en 2D y en 3D (con ayuda de gafas 3D).

###### Aula Música
Aquí se puede acceder a la galería de música para escuchar las canciones de otros usuarios, a la vez que se participa de un juego de ritmo (similar al Guitar Hero (videojuego)) en el que se deben presionar las teclas correspondientes cuando se requiere. Aquí mismo también se puede acceder al Creamúsica, herramienta que permite a los usuarios crear canciones propias.

###### Aula de Informática
Aquí se puede acceder a la galería de juegos para jugar los niveles otros usuarios. También se puede acceder al Creaventura, herramienta que permite a los usuarios crear niveles de juego propios.

###### Aula de Arte
Aquí se puede acceder a la galería de dibujos y usar las creaciones de otros para armar rompecabezas. Aquí mismo también se puede acceder al Crearte, herramienta que permite a los usuarios crear dibujos propios.

###### Aula de Cómics
Aquí se puede acceder a la galería de cómics y leer los que fueron creados por otros usuarios. Aquí mismo también se puede acceder al Creacomic, herramienta que permite a los usuarios crear cómics propios.

###### Cronoesfera
No es un aula por sí misma pero es un objeto que está ubicado en el primer piso de la escuela y permite acceder al juego “Guardianes del tiempo”, un juego estilo “hidden object” en el cual el usuario debe encontrar cierta cantidad de objetos perdidos haciendo clic con el puntero del mouse en una imagen estática.

### Centro Comercial
Aquí los usuarios pueden comprar ropa y accesorios para sus avatares. También es un lugar para interactuar con otros usuarios como ocurre en el colegio.

### Espacio de Violetta
A partir del sábado 26 de octubre se agregó la casa de Violetta, espacio donde los usuarios pueden encontrar contenidos de esta serie, tales como acceso a capítulos de la segunda temporada, videoclips, fotos, accesorios para personalizar el avatar, etc. Este espacio solo está habilitado para los usuarios de Argentina.